# Elle Newmark
Elle Ferrero, conocida como Elle Newmark es una escritora estadounidense de origen italiano que ha ganado gran reputación a partir de su novela El cocinero del dux, publicada en el año 2008.
Elle Ferrero ha desempeñado diversos trabajos, fue dependienta y luego redactora de anuncios para más tarde ser ilustradora. Su primera publicación fue Thyme Travels, una extraña combinación de rectas de cocina con un ensayo de libro de viajes. Con su primera novela The Cloud Forest recibió el premio de novela de San Diego, aunque finalmente no fue publicada. En 2008  El cocinero del Dux cuyo título original era The Book of Unholy Mischief logra un rotundo éxito editorial consiguiendo que la novela sea publicada en diversos idiomas. Atrás quedaban para entonces las dificultades de publicación de esta novela que tras tres años de peleas con agentes y editoriales publicó la propia autora con el título Bones of the Dead, para más tarde ser adquirida por la editoria Simon & Shuster y darle el título definitivo.